# Elecciones regionales del Callao de 2010
Las elecciones regionales del Callao de 2010 se llevaron a cabo el 3 de octubre de 2010 para elegir al presidente regional, al vicepresidente regional y al Consejo Regional para el periodo 2011-2014. La elección se celebró simultáneamente con elecciones regionales y municipales (provinciales y distritales) en todo el Perú.

## Sistema electoral
El Gobierno Regional del Callao es el órgano administrativo y de gobierno de la Provincia Constitucional del Callao. Está compuesto por el presidente regional, el vicepresidente regional y el Consejo Regional.
La votación se realiza en base al sufragio universal, que comprende a todos los ciudadanos nacionales mayores de dieciocho años, empadronados y residentes en la provincia del Callao y en pleno goce de sus derechos políticos.
El presidente y vicepresidente regional son elegidos por sufragio directo. Para que un candidato sea proclamado ganador debe obtener no menos de 30 % de votos válidos. En caso ningún candidato logre ese porcentaje en la primera vuelta electoral, los dos candidatos más votados participan en una segunda vuelta o balotaje.
El Consejo Regional del Callao está compuesto por 7 consejeros elegidos por sufragio directo para un período de cuatro (4) años. La votación es por lista cerrada y bloqueada. Cada distrito de la provincia del Callao constituye una circunscripción electoral. Se asigna a la lista ganadora los escaños según el método d'Hondt. La distribución y el número de consejeros regionales es la siguiente:
| Circunscripción                                                         | Escaños | Mapa |
| ----------------------------------------------------------------------- | ------- | ---- |
| Callao                                                                  | 2       |      |
| Bellavista, Carmen de La Legua-Reynoso, La Perla, La Punta y Ventanilla | 1       |      |

## Composición del Consejo Regional del Callao
La siguiente tabla muestra la composición del Consejo Regional del Callao antes de las elecciones.
| Partidos | Partidos                                 | Consejeros |
| -------- | ---------------------------------------- | ---------- |
|          | Movimiento Independiente Chim Pum Callao | 5          |
|          | Movimiento Amplio Regional Callao        | 2          |

## Partidos y candidatos
A continuación se muestra una lista de los principales partidos y alianzas electorales que participaron en las elecciones:
| Candidatura | Candidatura     | Partidos y alianzas | Candidatos | Candidatos                | Ideología                                                        | Resultado previo | Resultado previo | Ref. |
| Candidatura | Candidatura     | Partidos y alianzas | Candidatos | Candidatos                | Ideología                                                        | Votos (%)        | Con.             | Ref. |
| ----------- | --------------- | --- | ---------- | ------------------------- | ---------------------------------------------------------------- | ---------------- | ---------------- | ---- |
|             | Chim Pum Callao | Lista - Movimiento Independiente Chim Pum Callao (Chim Pum Callao)                                                     |            | Félix Moreno Caballero    | Regionalismo chalaco                                             | 49.61%           | 5                |      |
|             | MAR Callao      | Lista - MAR Callao (MAR Callao–PPC) – Partido Popular Cristiano (PPC) – Movimiento Amplio Regional Callao (MAR Callao) |            | Rogelio Canches Guzmán    | Regionalismo chalaco Democracia cristiana Conservadurismo social | 33.35%           | 2                |      |
|             | APRA            | Lista - Partido Aprista Peruano (APRA)                                                                                 |            | Luis Ortiz Pilco          | Aprismo                                                          | 7.79%            | 0                |      |
|             | PP              | Lista - Perú Posible (PP)                                                                                              |            | Roxana del Carpio Ramírez | Socioliberalismo Democracia liberal Tercera vía                  | Nuevo            | Nuevo            |      |
|             | FDP             | Lista - Fonavistas del Perú (DD)                                                                                       |            | Vilma Arroyo Vigil        | Socialismo Nacionalismo de izquierda Ecologismo                  | Nuevo            | Nuevo            |      |
|             | CC              | Lista - Contigo Callao (CC)                                                                                            |            | Jaime La Torre Patricio   | Regionalismo chalaco                                             | Nuevo            | Nuevo            |      |
|             | Mi Callao       | Lista - Mi Callao (Mi Callao)                                                                                          |            | Óscar Miranda Valencia    | Regionalismo chalaco                                             | Nuevo            | Nuevo            |      |
|             | Nuevo Callao    | Lista - Nuevo Callao (Nuevo Callao)                                                                                    |            | Juan Tobalina Dávila      | Regionalismo chalaco                                             | Nuevo            | Nuevo            |      |

## Sondeos de opinión
La siguiente tabla enumera las estimaciones de la intención de voto en orden cronológico inverso, mostrando las más recientes primero y utilizando las fechas en las que se realizó el trabajo de campo de la encuesta. Cuando se desconocen las fechas del trabajo de campo, se proporciona la fecha de publicación.

### Intención de voto
La siguiente tabla enumera las estimaciones ponderadas (sin incluir votos en blanco y nulos) de la intención de voto.
|                               |            |   |      |      |     |     |     |      |  |  |
| Elecciones regionales de 2010 | 3 oct 2010 | — | 49.8 | 30.9 | 7.5 | 3.7 | 2.6 | 18.9 |  |  |
|                               |            |   |      |      |     |     |     |      |  |  |
| Ipsos Apoyo/América           | 3 oct 2010 | ? | 52.6 | 28.8 | –   | –   | –   | 23.8 |  |  |

## Resultados

### Gobierno Regional del Callao
|                      | Félix Moreno Caballero    | Movimiento Independiente Chim Pum Callao (Chim Pum Callao) | 229,768 | 49.75 |  |  |  |
|                      | Rogelio Canches Guzmán    | MAR Callao (MAR Callao–PPC)                                | 142,685 | 30.90 |  |  |  |
|                      | Óscar Miranda Valencia    | Mi Callao (Mi Callao)                                      | 34,487  | 7.47  |  |  |  |
|                      | Luis Ortiz Pilco          | Partido Aprista Peruano (APRA)                             | 17,132  | 3.71  |  |  |  |
|                      | Roxana del Carpio Ramírez | Perú Posible (PP)                                          | 11,912  | 2.58  |  |  |  |
|                      | Vilma Arroyo Vigil        | Fonavistas del Perú (FDP)                                  | 11,566  | 2.50  |  |  |  |
|                      | Juan Tobalina Dávila      | Nuevo Callao (Nuevo Callao)                                | 11,469  | 2.48  |  |  |  |
|                      | Jaime La Torre Patricio   | Contigo Callao (CC)                                        | 2,789   | 0.60  |  |  |  |
|                      |                           |                                                            |         |       |  |  |  |
| Total                | Total                     | Total                                                      | 461,808 |       |  |  |  |
|                      |                           |                                                            |         |       |  |  |  |
| Votos válidos        | Votos válidos             | Votos válidos                                              | 461,808 | 82.79 |  |  |  |
| Votos en blanco      | Votos en blanco           | Votos en blanco                                            | 49,622  | 8.90  |  |  |  |
| Votos nulos          | Votos nulos               | Votos nulos                                                | 46,394  | 8.32  |  |  |  |
| Votos emitidos       | Votos emitidos            | Votos emitidos                                             | 557,824 | 87.03 |  |  |  |
| Abstenciones         | Abstenciones              | Abstenciones                                               | 83,130  | 12.97 |  |  |  |
| Votantes registrados | Votantes registrados      | Votantes registrados                                       | 640,954 |       |  |  |  |
|                      |                           |                                                            |         |       |  |  |  |
| Fuente:              |                           |                                                            |         |       |  |  |  |

### Consejo Regional del Callao
| |                                                            |              |              |              |         |         |  |  |
| Partidos y coaliciones | Partidos y coaliciones                                     | Voto popular | Voto popular | Voto popular | Escaños | Escaños |  |  |
| Partidos y coaliciones | Partidos y coaliciones                                     | Votos        | %            | ±pp          | Total   | +/−     |  |  |
| | Movimiento Independiente Chim Pum Callao (Chim Pum Callao) | 189,232      | 47.38        | –2.23        | 6       | +1      |  |  |
| | MAR Callao (MAR Callao–PPC)1                               | 106,787      | 26.73        | –6.62        | 1       | –1      |  |  |
| | Mi Callao (Mi Callao)                                      | 49,187       | 12.31        | Nuevo        | 0       | ±0      |  |  |
| | Partido Aprista Peruano (APRA)                             | 20,958       | 5.25         | –2.54        | 0       | ±0      |  |  |
| | Fonavistas del Perú (FDP)                                  | 12,285       | 3.08         | Nuevo        | 0       | ±0      |  |  |
| | Nuevo Callao (Nuevo Callao)                                | 10,766       | 2.70         | Nuevo        | 0       | ±0      |  |  |
| | Perú Posible (PP)                                          | 7,779        | 1.95         | n/a          | 0       | ±0      |  |  |
| | Contigo Callao (CC)                                        | 2,439        | 0.61         | Nuevo        | 0       | ±0      |  |  |
| |                                                            |              |              |              |         |         |  |  |
| Total | Total                                                      | 399,433      |              |              | 7       | ±0      |  |  |
| |                                                            |              |              |              |         |         |  |  |
| Votos válidos | Votos válidos                                              | 399,433      | 71.61        | –19.79       |         |         |  |  |
| Votos en blanco | Votos en blanco                                            | 101,674      | 18.23        | +16.10       |         |         |  |  |
| Votos nulos | Votos nulos                                                | 56,717       | 10.17        | +3.70        |         |         |  |  |
| Votos emitidos | Votos emitidos                                             | 557,824      | 87.03        | –1.02        |         |         |  |  |
| Abstenciones | Abstenciones                                               | 83,130       | 12.97        | +1.02        |         |         |  |  |
| Votantes registrados | Votantes registrados                                       | 640,954      |              |              |         |         |  |  |
| |                                                            |              |              |              |         |         |  |  |
| Fuente: |                                                            |              |              |              |         |         |  |  |
| Notas al pie: 1 Comparado con los resultados de Movimiento Amplio Regional Callao (MAR Callao) en las elecciones de 2006. |                                                            |              |              |              |         |         |  |  |
| Notas al pie: |                                                            |              |              |              |         |         |  |  |
| 1 Comparado con los resultados de Movimiento Amplio Regional Callao (MAR Callao) en las elecciones de 2006.               |                                                            |              |              |              |         |         |  |  |

### Autoridades electas
| Cargo                                                          | Autoridad electa | Autoridad electa           | Partido político | Partido político                         |
| -------------------------------------------------------------- | ---------------- | -------------------------- | ---------------- | ---------------------------------------- |
| Presidente Regional del Callao                                 |                  | Félix Moreno Caballero     |                  | Movimiento Independiente Chim Pum Callao |
| Vicepresidente Regional del Callao                             |                  | Walter Mori Ramírez        |                  | Movimiento Independiente Chim Pum Callao |
| Consejero Regional del Callao (por Bellavista)                 |                  | Eugenio Córdova Rodríguez  |                  | Movimiento Independiente Chim Pum Callao |
| Consejera Regional del Callao (por Callao)                     |                  | Nancy Villela Alvarado     |                  | Movimiento Independiente Chim Pum Callao |
| Consejero Regional del Callao (por Callao)                     |                  | Fernando García Valdiviezo |                  | MAR Callao                               |
| Consejero Regional del Callao (por Carmen de La Legua-Reynoso) |                  | Juan Gavilano Ramírez      |                  | Movimiento Independiente Chim Pum Callao |
| Consejera Regional del Callao (por La Perla)                   |                  | Patricia Chirinos Venegas  |                  | Movimiento Independiente Chim Pum Callao |
| Consejero Regional del Callao (por La Punta)                   |                  | Enrique Jordán Paz         |                  | Movimiento Independiente Chim Pum Callao |
| Consejera Regional del Callao (por Ventanilla)                 |                  | Ana Bejarano Preciado      |                  | Movimiento Independiente Chim Pum Callao |